# Lidbeckia
 Lidbeckia   P.J.Bergius, 1767 è un genere di piante angiosperme dicotiledoni della famiglia delle Asteraceae, sottofamiglia Asteroideae, tribù Anthemideae (Southern hemisphere grade) e sottotribù Cotulinae.

## Etimologia
Il nome del genere probabilmente è stato dato in onore del botanico svedese Erik Gustaf Lidbeck (1742-1803).
Il nome scientifico del genere è stato definito dal botanico Peter Jonas Bergius (1730-1790) nella pubblicazione " Descriptiones Plantarum ex Capite Bonae Spei, ..." ( Descr. Pl. Cap. 306. t. 5. f. 9 ) del 1767.

## Descrizione
Portamento. Le piante di questo genere sono soprattutto sub-arbusti. L'indumento è formato da peli basifissi.
Fusto. La parte aerea in genere è eretta, semplice o ramosa.
Foglie. Le foglie sono disposte in modo alterno con lamina a forma rotonda di tipo da pennatosetta a digitata; i bordi dei lobi sono mucronati. La superficie può essere puntato-ghiandolosa.
Infiorescenza. Le sinflorescenze sono formate da capolini solitari. Le infiorescenze vere e proprie sono composte da un capolino terminale peduncolato di tipo radiato normalmente con fiori eterogami (raramente omogami). I capolini sono formati da un involucro, con forme da emisferiche a cilindriche, composto da diverse brattee, al cui interno un ricettacolo fa da base ai fiori di due tipi: fiori del raggio e fiori del disco. Le brattee, piatte, a consistenza erbacea, senza margini scariosi, sono disposte in modo più o meno embricato su 3 - 4 serie.  La forma del ricettacolo è convessa e pelosa; è privo di pagliette a protezione della base dei fiori.
Fiori.  I fiori sono tetra-ciclici (formati cioè da 4 verticilli: calice – corolla – androceo – gineceo) e pentameri (calice e corolla formati da 5 elementi). Si distinguono in:
- fiori del raggio (esterni): sono femminili e sono disposti su una serie; la forma è ligulata (zigomorfa); sono sterili o neutri;
- fiori del disco (centrali): sono più numerosi con forme brevemente tubulose (attinomorfe); sono ermafroditi fertili.

- Formula fiorale:

*/x K {\displaystyle \infty }, [C (5), A (5)], G 2 (infero), achenio
- Calice: i sepali del calice sono ridotti ad una coroncina di squame.
- Corolla: 
  - fiori del raggio: la forma della corolla alla base è più o meno tubulosa-imbutiforme, mentre all'apice è ligulata; la ligula può terminare con alcuni denti; il colore è bianco; talvolta è pubescente dorsalmente;
  - fiori del disco: la forma è tubulare bruscamente divaricata in 4 lobi; i lobi, patenti o eretti, hanno una forma deltata o più o meno lanceolata, talvolta sono pelosi; il colore è giallo.
- Androceo: l'androceo è formato da 5 stami (alternati ai lobi della corolla) sorretti da filamenti generalmente liberi; gli stami sono connati e formano un manicotto circondante lo stilo. Le antere possono essere sia di tipo basifissa che mediofissa (ossia attaccate al filamento per la base – nel primo caso; oppure in un punto intermedio – nel secondo caso).[13] Questa caratteristica ha valore tassonomico in quanto distingue i generi gli uni dagli altri. Il tessuto endoteciale (rivestimento interno dell'antera) è quasi sempre non polarizzato. Il polline è sferico con un diametro medio di circa 25 micron;  è tricolporato (con tre aperture sia di tipo a fessura che tipo isodiametrica o poro) ed è echinato (con punte sporgenti). La parte apicale delle appendici delle antere ha delle forme ovato-ellittiche.
- Gineceo: l'ovario è infero uniloculare formato da 2 carpelli. Lo stilo (il recettore del polline) è filiforme e profondamente bifido (con due stigmi divergenti) e con le linee stigmatiche marginali separate o contigue. I due bracci dello stilo hanno una forma troncata e possono essere papillosi o ricoperti da ciuffi di peli. In alcune specie lo stilopodio alla fruttificazione si presenta ingrossato e persistente.

Frutti. I frutti sono degli acheni senza pappo; gli acheni hanno delle forme ellissoidi, sono lateralmente pubescenti con 3 - 8 coste longitudinali; all'apice sono rotondeggianti.

## Biologia
Impollinazione: l'impollinazione avviene tramite insetti (impollinazione entomogama tramite farfalle diurne e notturne).

Riproduzione: la fecondazione avviene fondamentalmente tramite l'impollinazione dei fiori (vedi sopra).

Dispersione: i semi (gli acheni) cadendo a terra sono successivamente dispersi soprattutto da insetti tipo formiche (disseminazione mirmecoria). In questo tipo di piante avviene anche un altro tipo di dispersione: zoocoria. Infatti gli uncini delle brattee dell'involucro (se presenti) si agganciano ai peli degli animali di passaggio disperdendo così anche su lunghe distanze i semi della pianta. Inoltre per merito del pappo (se presente) il vento può trasportare i semi anche a distanza di alcuni chilometri (disseminazione anemocora).

## Distribuzione e habitat
Le specie di questo genere sono distribuite in Sudafrica (Provincia del Capo).

## Sistematica
La famiglia di appartenenza di questa voce (Asteraceae o Compositae, nomen conservandum) probabilmente originaria del Sud America, è la più numerosa del mondo vegetale, comprende oltre 23.000 specie distribuite su 1.535 generi, oppure 22.750 specie e 1.530 generi secondo altre fonti (una delle checklist più aggiornata elenca fino a 1.679 generi). La famiglia attualmente (2021) è divisa in 16 sottofamiglie; la sottofamiglia Asteroideae è una di queste e rappresenta l'evoluzione più recente di tutta la famiglia.

### Filogenesi
Il gruppo di questa voce è descritto nella tribù Anthemideae, una delle 21 tribù della sottofamiglia Asteroideae). In base alle ultime ricerche nella tribù sono stati individuati (provvisoriamente) 4 principali lignaggi (o cladi): "Southern hemisphere grade", "Asian-southern African grade", "Eurasian grade" e "Mediterranean clade". Il genere  Lidbeckia  (insieme alla sottotribù Cotulinae) è incluso nel clade Southern hemisphere grade. Da un punto di vista filogenetico il genere  Lidbeckia  occupa una posizione abbastanza centrale e insieme ai generi Hippia e Thaminophyllum forma un "gruppo fratello"..
I caratteri distintivi del genere sono:
- le foglie sono lobate;
- i lobi delle foglie sono mucronati;
- il ricettacolo è peloso.

### Elenco delle specie
Questo genere ha 3 specie:
- Lidbeckia lobata Thunb.
- Lidbeckia pectinata P.J.Bergius
- Lidbeckia pinnata  J.C.Manning & Helme